# Tenuipalpus placitus
Tenuipalpus placitus är en spindeldjursart som beskrevs av Mohammad Nazeer Chaudhri 1971. Tenuipalpus placitus ingår i släktet Tenuipalpus och familjen Tenuipalpidae. Inga underarter finns listade i Catalogue of Life.